# Ville-sur-Retourne
Pour les articles homonymes, voir Ville (homonymie) et Retourne (homonymie).
Ville-sur-Retourne est une commune française, située dans le département des Ardennes en région Grand Est. Gentilé des habitants de Ville-sur-Retourne : Villageois, Villageoises.

## Géographie

### Localisation
Ville-sur-Retourne se trouve dans le sud du département des Ardennes à 5 km de Juniville et à 15 km de Rethel. La commune est traversée par la rivière la Retourne. 

### Hydrographie
La commune est dans la région hydrographique « la Seine du confluent de l'Oise (inclus) à l'embouchure » au sein du bassin Seine-Normandie. Elle est drainée par la Retourne et le ruisseau de Saint-Lambert,.
La Retourne, d'une longueur de 45 km, prend sa source dans la commune de Leffincourt et se jette  dans l'Aisne à Neufchâtel-sur-Aisne, après avoir traversé 18 communes. 

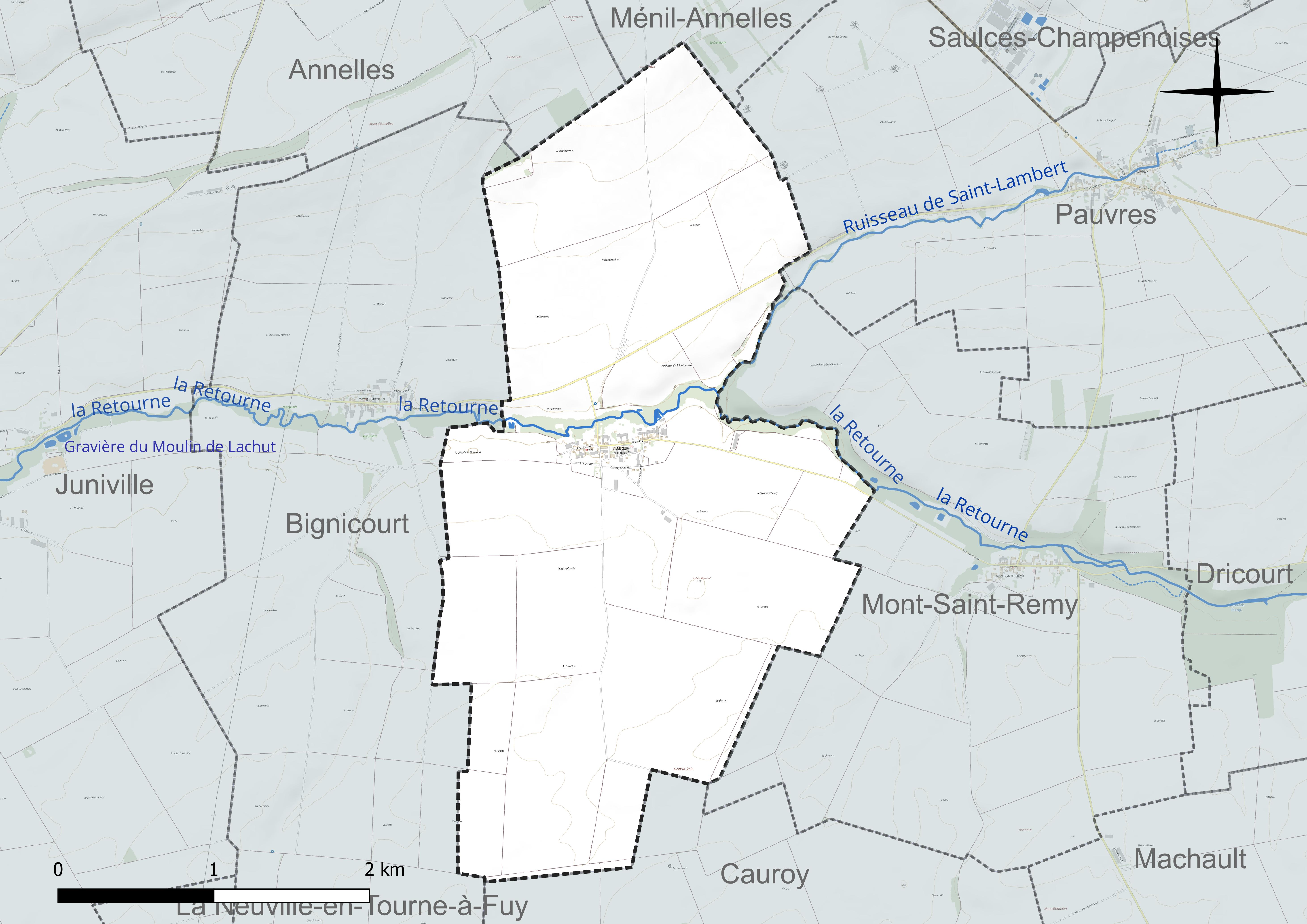
Réseau hydrographique de Ville-sur-Retourne.

### Climat
Pour des articles plus généraux, voir Climat du Grand Est et Climat des Ardennes.
En 2010, le climat de la commune est de type climat océanique dégradé des plaines du Centre et du Nord, selon une étude du Centre national de la recherche scientifique s'appuyant sur une série de données couvrant la période 1971-2000. En 2020, Météo-France publie une typologie des climats de la France métropolitaine dans laquelle la commune est exposée à un climat océanique altéré et est dans la région climatique  Nord-est du bassin Parisien, caractérisée par un ensoleillement médiocre, une pluviométrie moyenne régulièrement répartie au cours de l’année et un hiver froid (3 °C). 
Pour la période 1971-2000, la température annuelle moyenne est de 10,3 °C, avec une amplitude thermique annuelle de 15,7 °C. Le cumul annuel moyen de précipitations est de 745 mm, avec 11,6 jours de précipitations en janvier et 8,7 jours en juillet. Pour la période 1991-2020, la température moyenne annuelle observée sur la station météorologique de Météo-France la plus proche, « Juniville », sur la commune de Juniville à 5 km à vol d'oiseau, est de 10,8 °C et le cumul annuel moyen de précipitations est de 704,4 mm. 
La température maximale relevée sur cette station est de 41,3 °C, atteinte le 25 juillet 2019 ; la température minimale est de −22,1 °C, atteinte le 13 janvier 1968,,. 
Les paramètres climatiques de la commune ont été estimés pour le milieu du siècle (2041-2070) selon différents scénarios d'émission de gaz à effet de serre à partir des nouvelles projections climatiques de référence DRIAS-2020. Ils sont consultables sur un site dédié publié par Météo-France en novembre 2022.

## Urbanisme

### Typologie
Au 1er janvier 2024, Ville-sur-Retourne est catégorisée commune rurale à habitat dispersé, selon la nouvelle grille communale de densité à 7 niveaux définie par l'Insee en 2022.
Elle est située hors unité urbaine. Par ailleurs la commune fait partie de l'aire d'attraction de Reims, dont elle est une commune de la couronne,. Cette aire, qui regroupe 294 communes, est catégorisée dans les aires de 200 000 à moins de 700 000 habitants,.

### Occupation des sols
L'occupation des sols de la commune, telle qu'elle ressort de la base de données européenne d’occupation biophysique des sols Corine Land Cover (CLC), est marquée par l'importance des territoires agricoles (93,6 % en 2018), en diminution par rapport à 1990 (96,3 %). La répartition détaillée en 2018 est la suivante : 
terres arables (93,6 %), forêts (3,7 %), zones urbanisées (2,7 %). L'évolution de l’occupation des sols de la commune et de ses infrastructures peut être observée sur les différentes représentations cartographiques du territoire : la carte de Cassini (XVIIIe siècle), la carte d'état-major (1820-1866) et les cartes ou photos aériennes de l'IGN pour la période actuelle (1950 à aujourd'hui).

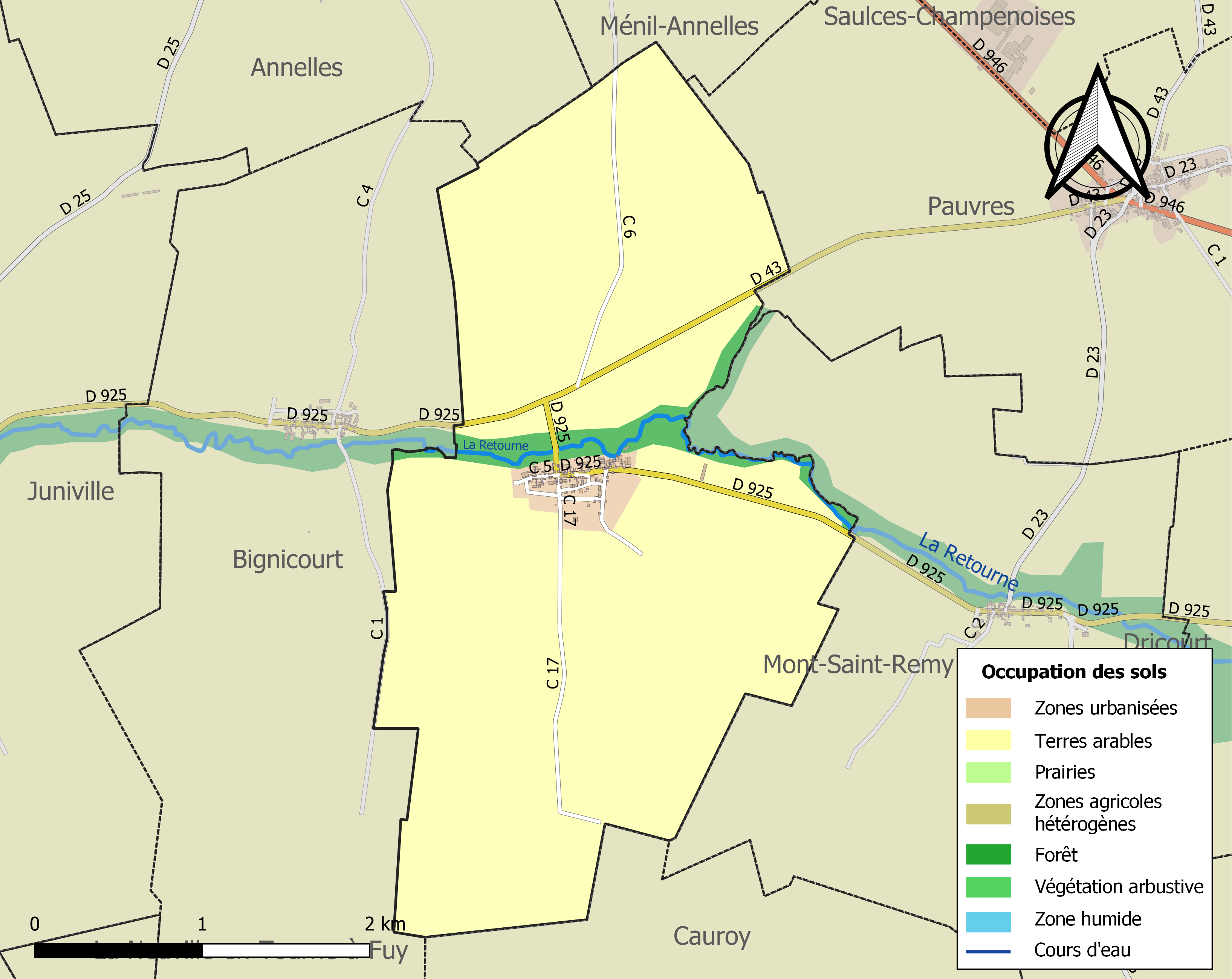
Carte des infrastructures et de l'occupation des sols de la commune en 2018 (CLC).

## Toponymie
Il s'agit d'une formation toponymique médiévale en Ville- au sens ancien de « domaine rural » ou de « village ». De l'appellatif toponymique Villers qui procède généralement du gallo-roman villare, dérivé lui-même du gallo-roman villa « grand domaine rural », issu du latin villa rustica. Il est apparenté aux types toponymiques Villars, Viller, Villiers, Weiler et Willer. Le mot ville est un vocable latin.
La Retourne est une rivière, affluent de l'Aisne en rive gauche. Elle traverse principalement le département des Ardennes avant de finir sa course dans celui de l'Aisne, dans les deux anciennes régions Champagne-Ardenne et Picardie, donc dans les deux régions Grand-Est et Hauts-de-France, elle traverse le territoire de la commune.

## Histoire
La commune est un lieu de peuplement ancien. Des fouilles ont mis au jour des nécropoles crématoires datant de La Tène II et III. Parmi les restes de céramique se trouvaient surtout des jarres à profil en S et des bols carénés à bord concave évasé. Le nombre de pots contenant des hommes accompagnés d'une épée, a été limité à huit, alors que les pots contenant des hommes sans épées, des femmes et des enfants, étaient beaucoup plus nombreux.
Ces cimetières ont été utilisés ensuite par les Gaulois et les Romains. Au lieu-dit le Petit Wetz, des restes d'une cabane gauloise ont été découvertes.
Ville-sur-Retourne a été érigée en paroisse en 1679 sous le vocable de Saint Martin.
Ville-sur-Retourne s'est trouvée plusieurs fois sur le chemin des troupes armées : pendant les guerres de Religion (notamment en 1561-1562), la guerre de 1870-1871, la Révolution, et la Grande Guerre. Le bourg en garde des mauvais souvenirs.
La commune fut réunie, en 1828, à la commune de Bignicourt ; elle reprit son indépendance en 1871

## Politique et administration
| Période                                  | Période  | Identité          | Étiquette | Qualité                                                                                      |
| ---------------------------------------- | -------- | ----------------- | --------- | -------------------------------------------------------------------------------------------- |
| avant 1981                               | 2014     | Jean Verzeaux     | RPR-UMP   | Conseiller général du canton de Juniville (1998-2011) Président de la Communauté de communes |
| 2014                                     | mai 2020 | Odile Letissier   |           | Agricultrice exploitante                                                                     |
| mai 2020                                 | en cours | Frédéric Verzeaux |           | Ouvrier agricole                                                                             |
| Les données manquantes sont à compléter. |          |                   |           |                                                                                              |

## Démographie
L'évolution du nombre d'habitants est connue à travers les recensements de la population effectués dans la commune depuis 1793. Pour les communes de moins de 10 000 habitants, une enquête de recensement portant sur toute la population est réalisée tous les cinq ans, les populations de référence des années intermédiaires étant quant à elles estimées par interpolation ou extrapolation. Pour la commune, le premier recensement exhaustif entrant dans le cadre du nouveau dispositif a été réalisé en 2006.

En 2022, la commune comptait 73 habitants, en évolution de −12,05 % par rapport à 2016 (Ardennes : −2,97 %, France hors Mayotte : +2,11 %).
| 1793 | 1800 | 1806 | 1821 | 1872 | 1876 | 1881 | 1886 | 1891 |
| ---- | ---- | ---- | ---- | ---- | ---- | ---- | ---- | ---- |
| 204  | 175  | 220  | 209  | 258  | 231  | 230  | 219  | 222  |

| 1896 | 1901 | 1906 | 1911 | 1921 | 1926 | 1931 | 1936 | 1946 |
| ---- | ---- | ---- | ---- | ---- | ---- | ---- | ---- | ---- |
| 219  | 189  | 175  | 181  | 174  | 178  | 190  | 186  | 147  |

| 1954 | 1962 | 1968 | 1975 | 1982 | 1990 | 1999 | 2006 | 2011 |
| ---- | ---- | ---- | ---- | ---- | ---- | ---- | ---- | ---- |
| 155  | 121  | 101  | 96   | 92   | 99   | 88   | 76   | 78   |

| 2016 | 2021 | 2022 | - | - | - | - | - | - |
| ---- | ---- | ---- | - | - | - | - | - | - |
| 83   | 76   | 73   | - | - | - | - | - | - |

## Lieux et monuments
- Église Saint-Martin.
- La mairie-école de Ville-sur-Retourne date de 1924 et est une réalisation de L. Brunet et P. Houdré, architecte-ingénieur et architecte agréés par la préfecture des Ardennes.